# Elvasia gigantifolia
Elvasia gigantifolia là một loài thực vật có hoa trong họ Ochnaceae. Loài này được Fraga & Saavedra mô tả khoa học đầu tiên năm 2006.